# Struthanthus crassipes
Struthanthus crassipes là một loài thực vật có hoa trong họ Loranthaceae. Loài này được (Oliv.) Eichler miêu tả khoa học đầu tiên năm 1868.